# Carlos Ghigliotto Salas
Carlos Ghigliotto Salas (Valparaíso, 10 de junio de 1868- Santiago, diciembre de 1930)fue un químico, toxicólogo, docente e investigador chileno. Fue el iniciador de los estudios toxicológicos en Chile y uno de los primeros farmacéuticos del país. Descubrió la presencia de zinc en el cuerpo humano.

## Formación académica
Estudió en la Escuela de Química y Farmacia (hoy Facultad de Ciencias Químicas y Farmacéuticas) de la Universidad de Chile, desde donde egresó en 1891.
Fue el primer ayudante de la cátedra del profesor García Valenzuela hasta 1895 y trabajó desde 1893 en la sección de Química de la Facultad de Matemáticas. Hizo estudios de Toxicología en Alemania y Francia. A su regreso a Chile, en 1899, fue nombrado como profesor de Química analítica en la Escuela de Química, cátedra que desempeñó hasta el día de su muerte.

## Aportes científicos
Desde el año 1910 se dedicó a la investigación sobre el zinc y cómo comprobar su presencia como elemento normal en el organismo. En 1918 publicó el resultado de sus investigaciones en el Bulletin de la Societé de Medecine Legale, donde demostró que el zinc forma parte de los elementos normales del organismo animal.En 1920 esos resultados fueron también publicados en la revista científica Anales de la Universidad de Chile.
También realizó investigaciones sobre el rol del ácido nítrico, el HgS, la presencia de aldehído fórmico en la descomposición de carnes y su relación con intoxicaciones y los envenenamientos.
Sus estudios de química analítica y botánica hoy forman parte de la colección documental del Museo de Química y Farmacia.

## Homenajes póstumos
Desde 1942, un busto en su honor se erige en la Facultad de Ciencias Químicas y Farmacéuticas de la Universidad de Chile.
La Facultad de Farmacia de la Universidad de Concepción tiene un laboratorio con su nombre.